# Cruwys Morchard

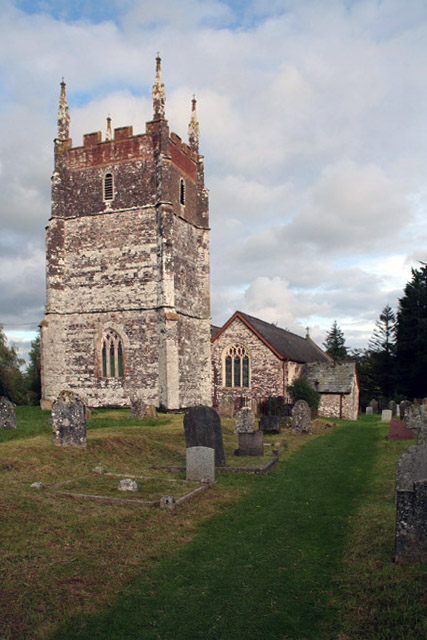
Iglesia de la Santa Cruz, Cruwys Morchard (2005)

Cruwys Morchard /ˌkruːz ˈmɔːrtʃɑːrd/ es una parroquia eclesiástica y civil en el distrito de Mid Devon del condado de Devon en Inglaterra. Está ubicada aproximadamente a cuatro o cinco millas al oeste de Tiverton, en dirección a Witheridge. La parroquia abarca alrededor de 5.765 acres (23,33 km²) de tierra y comprende varias casas y granjas dispersas, y tres pequeñas aldeas, Pennymoor, Way Village y Nomansland. La iglesia y la casa solariega están en el centro de la parroquia. La población en el momento del censo de 2000 era de 461 habitantes. La parroquia toma su nombre de la familia Cruwys, que ha sido Señores del Señorío aquí desde el reinado del Rey Juan (1199-1216).

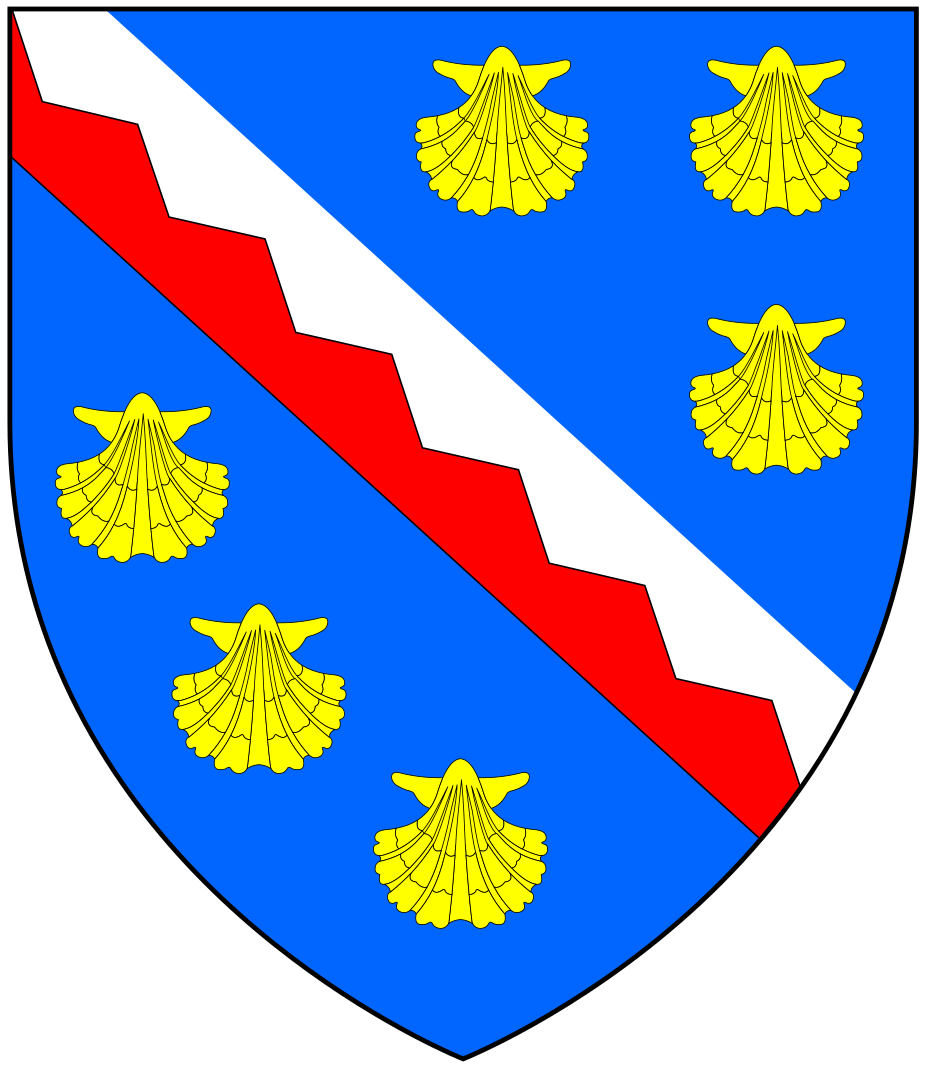
Armas de Cruwys: Azur, un codo por codo con sangría de plata y gules entre seis vieiras o

## Historia
El nombre Morchard significa el gran bosque o bosque en celta: mǭr cę̃d, en galés moderno: mawr coed. El sufijo manorial proviene de la familia de Crues, que poseía el señorío aquí en el siglo XIII.
Blasón de Cruwys: Azur, una banda en forma de ángulo entre seis veneras de oro.
El señorío de Morceth se menciona dos veces en el Libro Domesday de 1086, parte de él siendo poseído en jefe por William Cheever, el 35.º de sus 46 posesiones en Devon, y parte siendo poseída en jefe por Godofredo de Montbray, Obispo de Coutances, el 73.º de sus 99 posesiones en Devon. Las tierras de William Cheever formaron posteriormente la baronía feudal de Bradninch, de la cual Cruwys Morchard fue posteriormente poseída por la familia Cruwys.

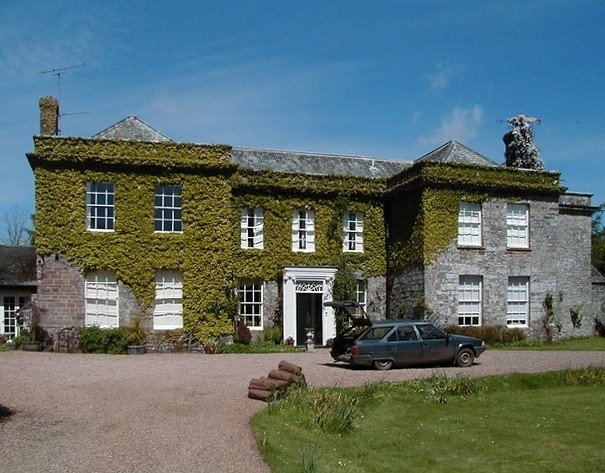
Cruwys Morchard House, lugar de nacimiento de Robert Cruwys

## Iglesia de la Santa Cruz
Se cree que existía una iglesia de madera en Cruwys Morchard desde la época de Godfrey de Sowy, quien fue el primer rector en 1262. La Iglesia de la Santa Cruz fue construida en 1529 con una aguja en la parte superior de la torre de la iglesia. Sin embargo, esta fue alcanzada por un rayo en 1689, y el consecuente incendio mayor, que derritió las campanas, requirió la reconstrucción de la parte superior de la torre en ladrillo. También destruyó las ventanas pintadas que llevaban los escudos de armas de la familia Cruwys. Las reparaciones, que también involucraron un nuevo techo y bancos nuevos, tardaron trece años en completarse. Las ventanas fueron reemplazadas por representaciones de vidrieras de los escudos de armas de Cruwys.
También había una capilla perteneciente a la Casa de Cruwys Morchard que era el lugar de entierro de la familia Cruwys, pero la capilla fue destruida por Oliver Cromwell, y se cree que muchos monumentos familiares fueron destruidos al mismo tiempo.

## Personas
Casa de Cruwys Morchard, lugar de nacimiento de Robert Cruwys
- Robert Cruwys (1884–1951), jugador de críquet y clérigo.
- Margaret Campbell Speke Cruwys (1894–1968), historiadora de Devon.
- Sir Robert Cruwys (m. 1362) fue nombrado caballero por su servicio en Francia en la Guerra de los Cien Años;[5] probablemente luchó en la Batalla de Crécy el 26 de agosto de 1346 y en la Batalla de Poitiers el 19 de septiembre de 1356.
- Robertus de Cruwes fue miembro del Parlamento por Devon en 1340 y 1344.[5]
- Hugh Peters (1598–1660), el predicador y regicida, pasó gran parte de su infancia en Cruwys Morchard House con su tío y tía, Lewis Cruwys y Sarah Cruwys, nacida Treffry.
- Cruwys Morchard es el seudónimo de Clytie Potts, un personaje ficticio en la novela de 2006 A Darkling Plain, escrita por el residente de Devon Philip Reeve.